# Nijiangping (sockenhuvudort i Kina, Hunan Sheng, lat 28,70, long 111,52)
Nijiangping (kinesiska: 逆江坪, 逆江坪乡) är en sockenhuvudort i Kina. Den ligger i provinsen Hunan, i den södra delen av landet, omkring 150 kilometer väster om provinshuvudstaden Changsha. Antalet invånare är 9 146. Befolkningen består av 4 650 kvinnor och 4 496 män. Barn under 15 år utgör 15,0 %, vuxna 15-64 år 68 %, och äldre över 65 år 16,0 %.
Runt Nijiangping är det ganska tätbefolkat, med 185 invånare per kvadratkilometer. Närmaste större samhälle är Taohuayuan, 10,9 km nordväst om Nijiangping. I omgivningarna runt Nijiangping växer i huvudsak blandskog.
Genomsnittlig årsnederbörd är 1 808 millimeter. Den regnigaste månaden är maj, med i genomsnitt 302 mm nederbörd, och den torraste är december, med 45 mm nederbörd.